# Joaquim Pimenta
Joaquim Pimenta (Tauá, 13 de janeiro de 1886 — Rio de Janeiro, 12 de março de 1963) foi um jurista e político brasileiro. 
Enquanto acadêmico da Faculdade de Direito do Recife, onde se bacharelou em 1910, combateu ferrenhamente a oligarquia acciolina no Ceará. Recém-formado, é nomeado Promotor Público do Recife, mas renuncia ao cargo para combater publicamente o então governador Rosa e Silva. Ainda no Recife, participou de concurso memorável para a cátedra de Direito Romano na mesma Faculdade, perdendo, porém, para Assis Chateaubriand. Apesar disso, Joaquim Pimenta conseguiu ser admitido como professor substituto de Filosofia do Direito na Faculdade de Direito do Recife em março de 1915. Em 04 de outubro de 1932, conseguiu se tornar professor catedrático em Recife.
Foi um dos pioneiros do movimento socialista no Brasil e da legislação dos direitos dos trabalhadores. Ligou-se aos primeiros movimentos grevistas importantes no Brasil, inclusive o que paralisou quase todo o nordeste em 1922. Um dos ideólogos da Aliança Nacional Libertadora na região.
Foi procurador do Ministério do Trabalho, catedrático de Direito do Trabalho da Universidade do Brasil e da Universidade do Rio de Janeiro.
Em sua cidade natal, Tauá, Ceará, o filho ilustre foi homenageado no ano de 1964 com a denominação de uma escola com seu nome, a Escola Joaquim Pimenta, situada na Avenida José Waldemar Rego, nº. 585, sendo esta instituição de ensino uma referência na formação de muitos tauaenses que se destacaram em diversas áreas do conhecimento.

## Obras
- Ensaios de Sociologia (1915)
- Sociologia e Direito (1928)
- Golpes de Vista (1930)
- A Questão Social e o Catolicismo (1936)
- Cultura de Fichário (1940)
- Retalhos do Passado (1949)
- Enciclopédia de Cultura (1955)
- Sociologia Econômica e Jurídica do Trabalho (1957)
- O Homem de um Olho Só (1962)